# Сарториус, Эрнст Христиан Георг
Эрнст Христиан Георг Сарториус (также Сорториус, 1807 — 1867) — архитектор, в 1841—1846 годах главный архитектор Екатеринбургских заводов.

## Биография
В 1835 получил статус свободного художника в Императорской Академии художеств, в 1839 году был признан «назначенным» кандидатом в академики.
В 1830—1846 годах жил и работал в Екатеринбурге. В начале своей деятельности на Урале занимался проектированием частных зданий (в основном в классическом стиле), определивших в целом уровень застройки; принял участие в проектировании особняков купцов Ф. Коробкова и М. Савельева, а также первого в городе кам. моста (стр-во в нач. 1840-х гг.).
В 1841—1846 годах служил главным архитектором Екатеринбургских заводов, сменив на этом посту М. П. Малахова. В этот период Сарториус занимался в основном проектированием и строительством промышленных зданий и сооружений. Ему принадлежит авторство проекта пристройки для паровых машин к механической фабрике в Екатеринбурге. Совместно с М. П. Малаховым и И. И. Свиязевым он участвовал в проектировании корпусов Екатеринбургской гранильной фабрики и Монетного двора (магазин для хранения леса и заготовительного отделения, корпус малых кузниц и котельной). Также Сарториус спроектировал и построил несколько промышленных зданий в Берёзовском и Нижне-Исетском заводах (1841), на Уткинской пристани (1844).
В 1840—1844 годах по проекту Сарториуса был построен первый каменный мост через Исеть. Новый мост, сохранивший название «Каменный», на Покровском проспекте был построен на месте прежнего деревянного моста, пришедшего в негодность.
В 1841 году совместно с В. Гуляевым выполнил проект перестройки дома Ф. И. Коробкова в Духовное училище. В 1841—1845 годах по проекту Сарториуса строилось здание Сибирского торгового банка.
В 1843—1855 годах по проекту Сарториус в Каслях была построена Вознесенская церковь.

Известные работы
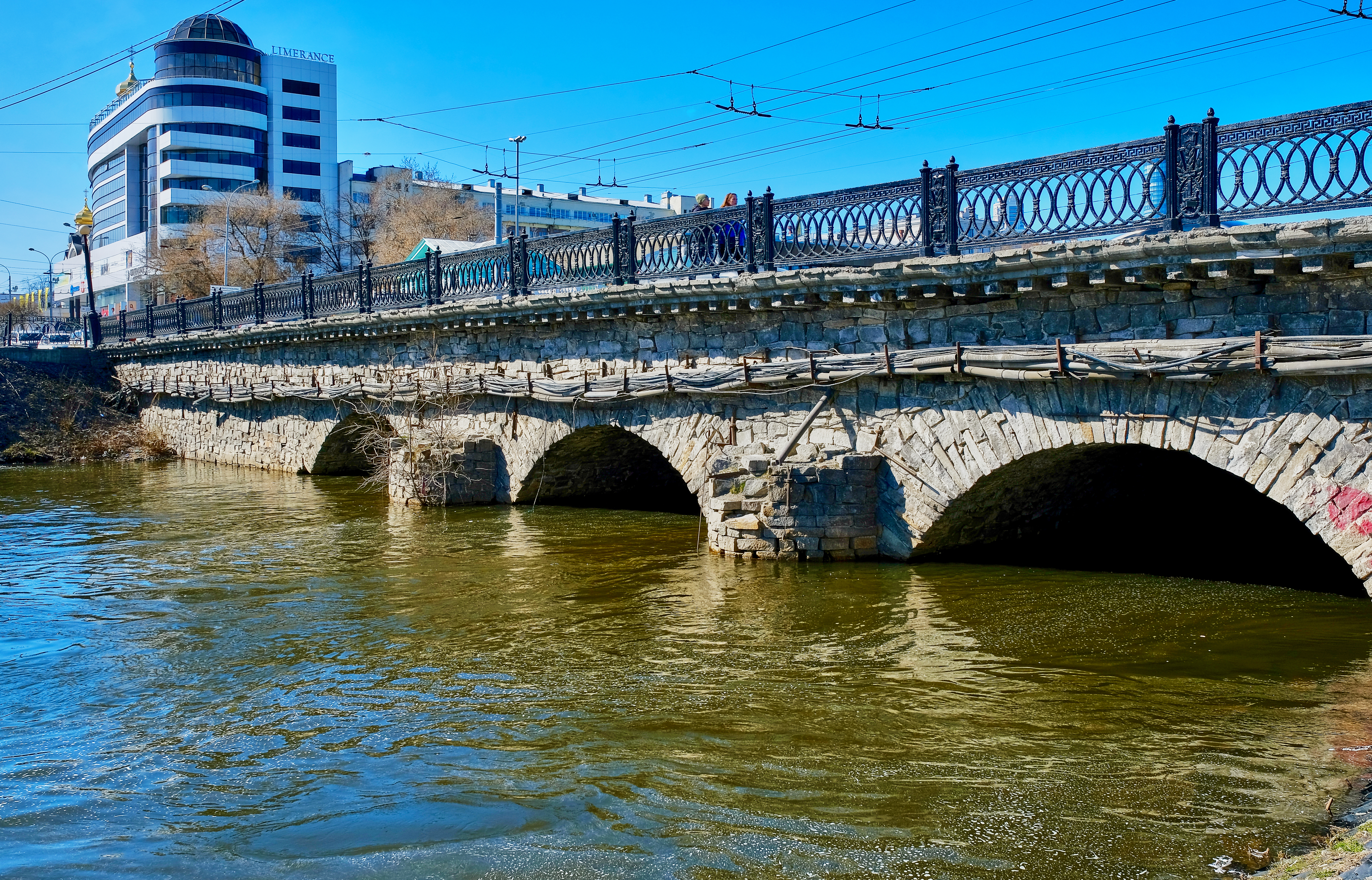
Каменный мост, Екатеринбург
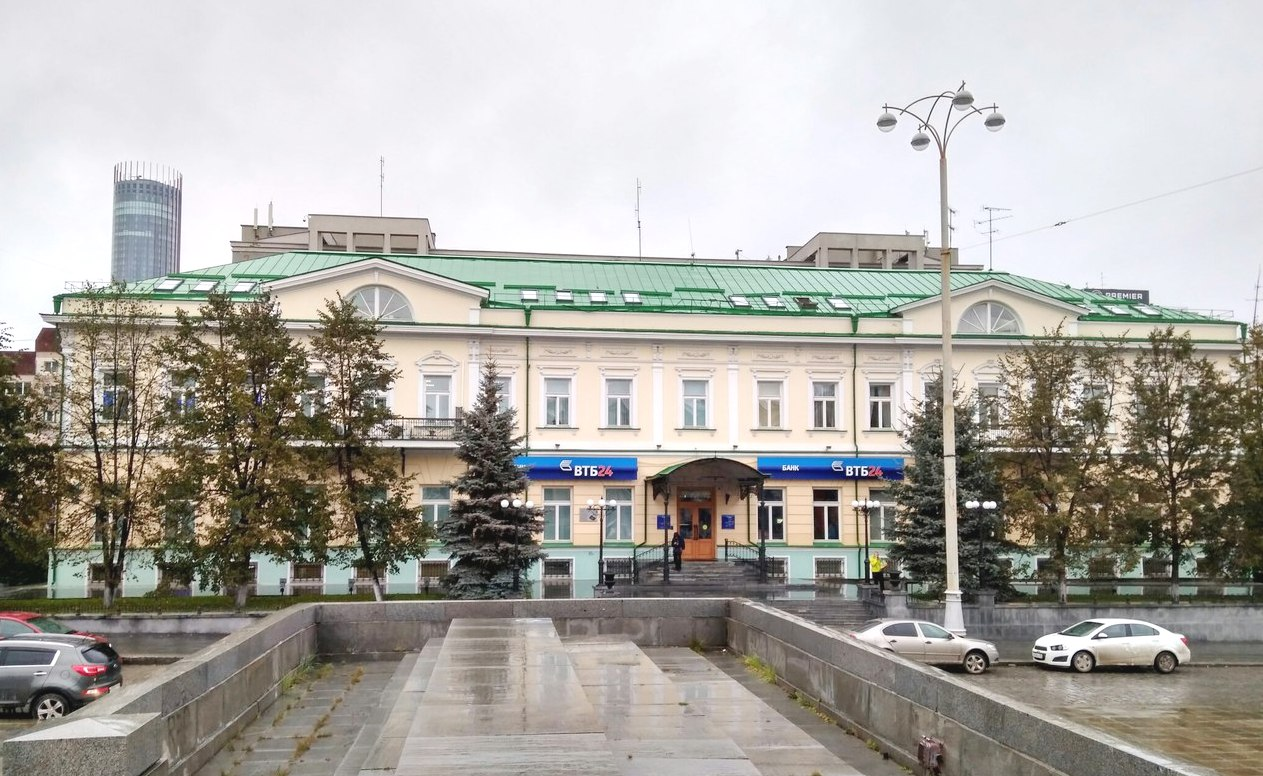
Здание Сибирского торгового банка, Екатеринбург
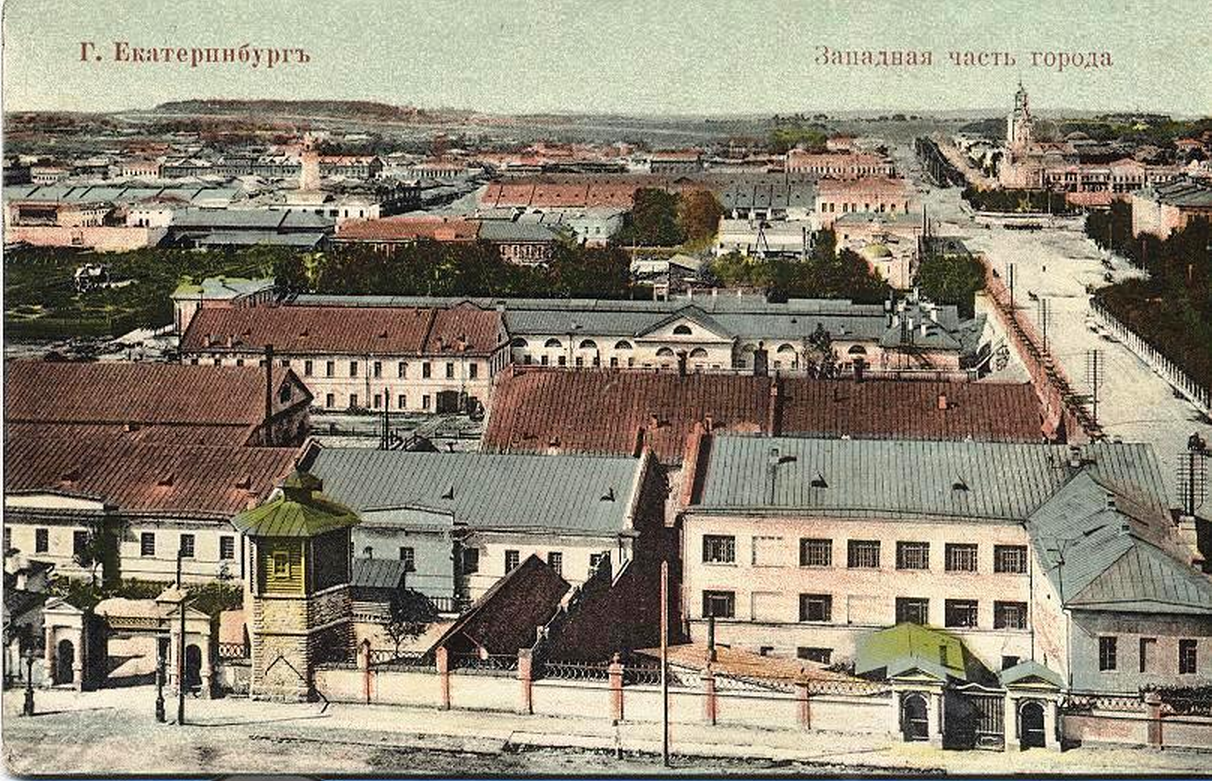
Корпуса Гранильной фабрики
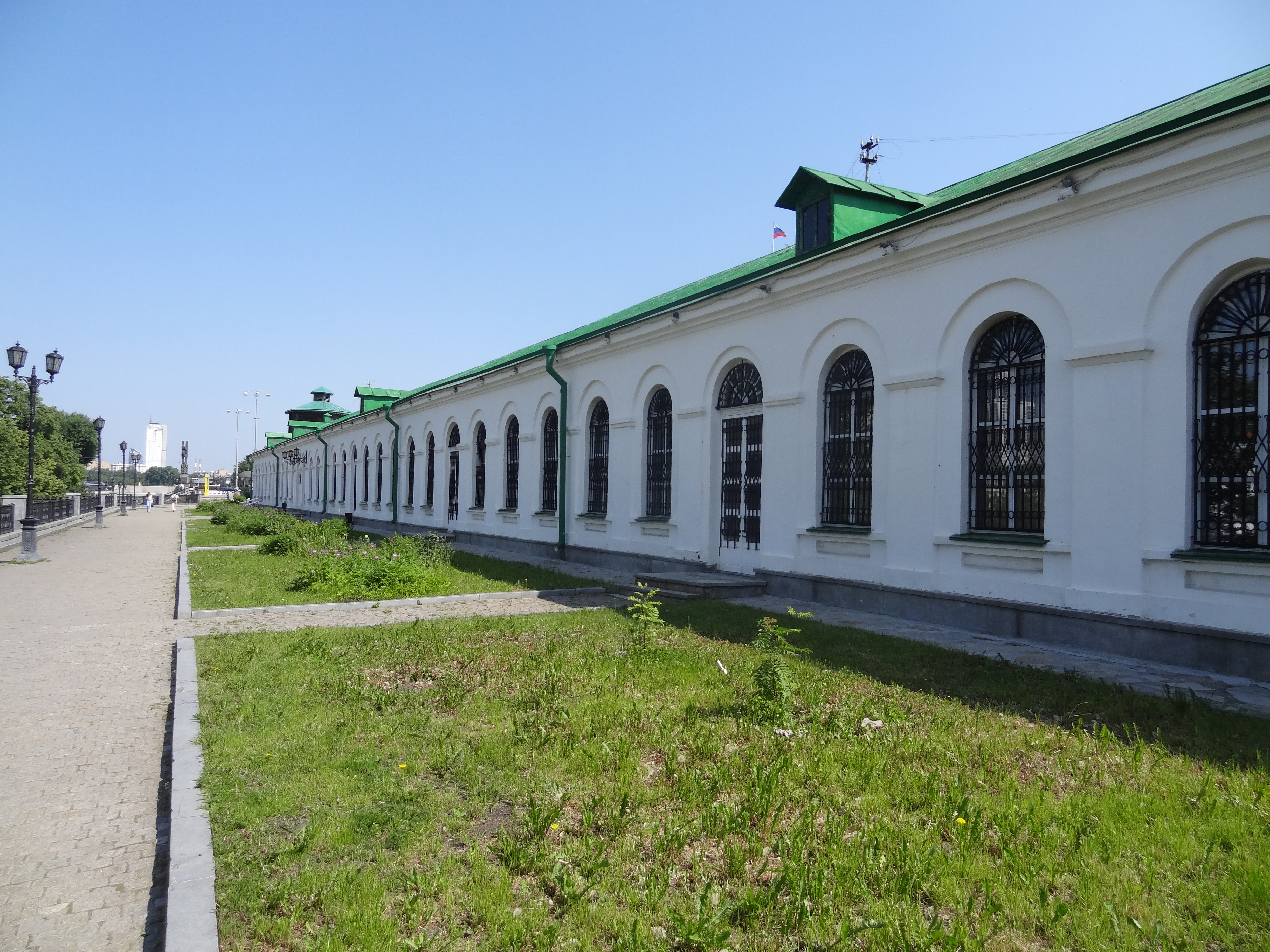
Корпус малых кузниц и котельной Монетного двора
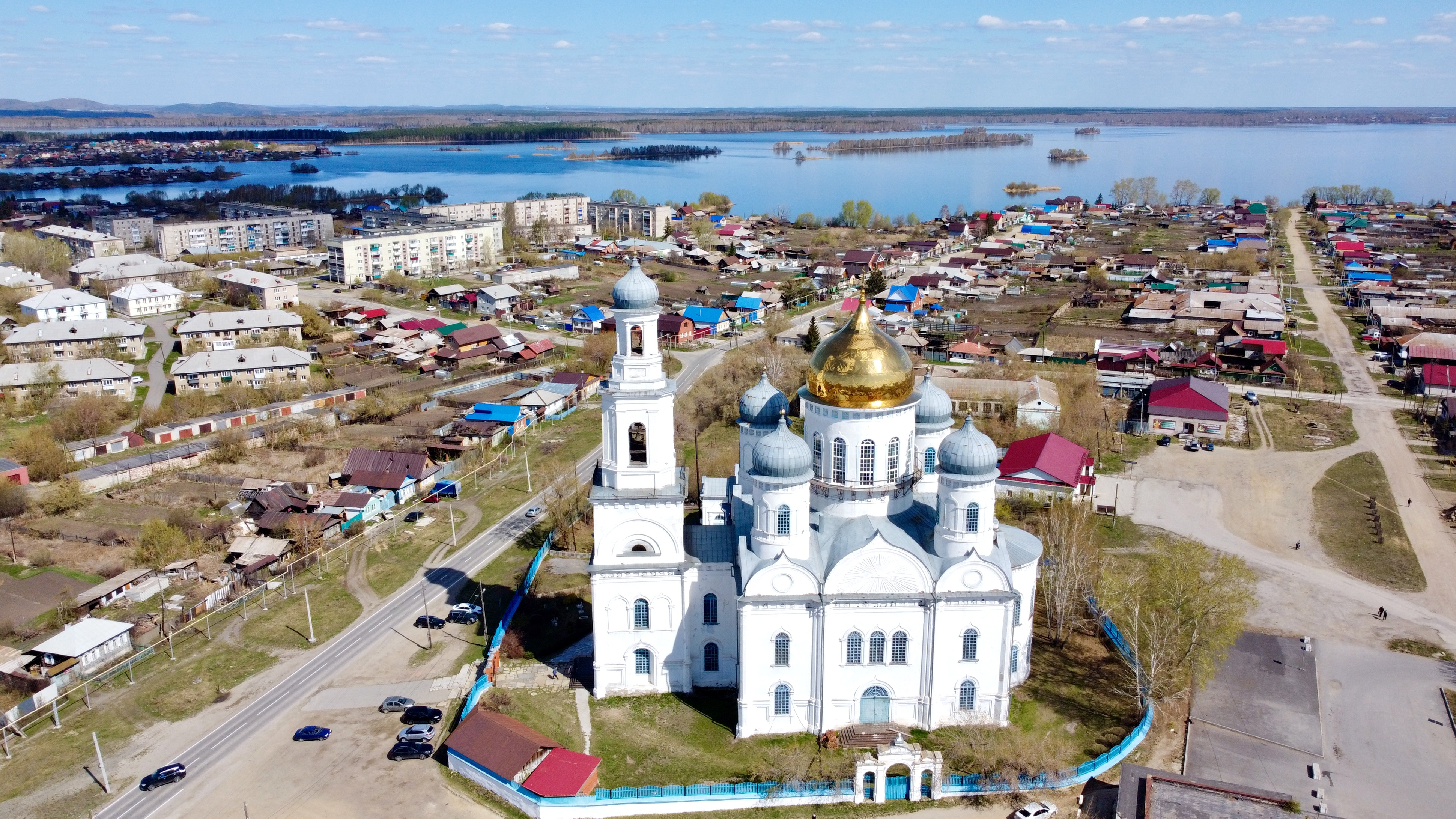
Вознесенская церковь, Касли
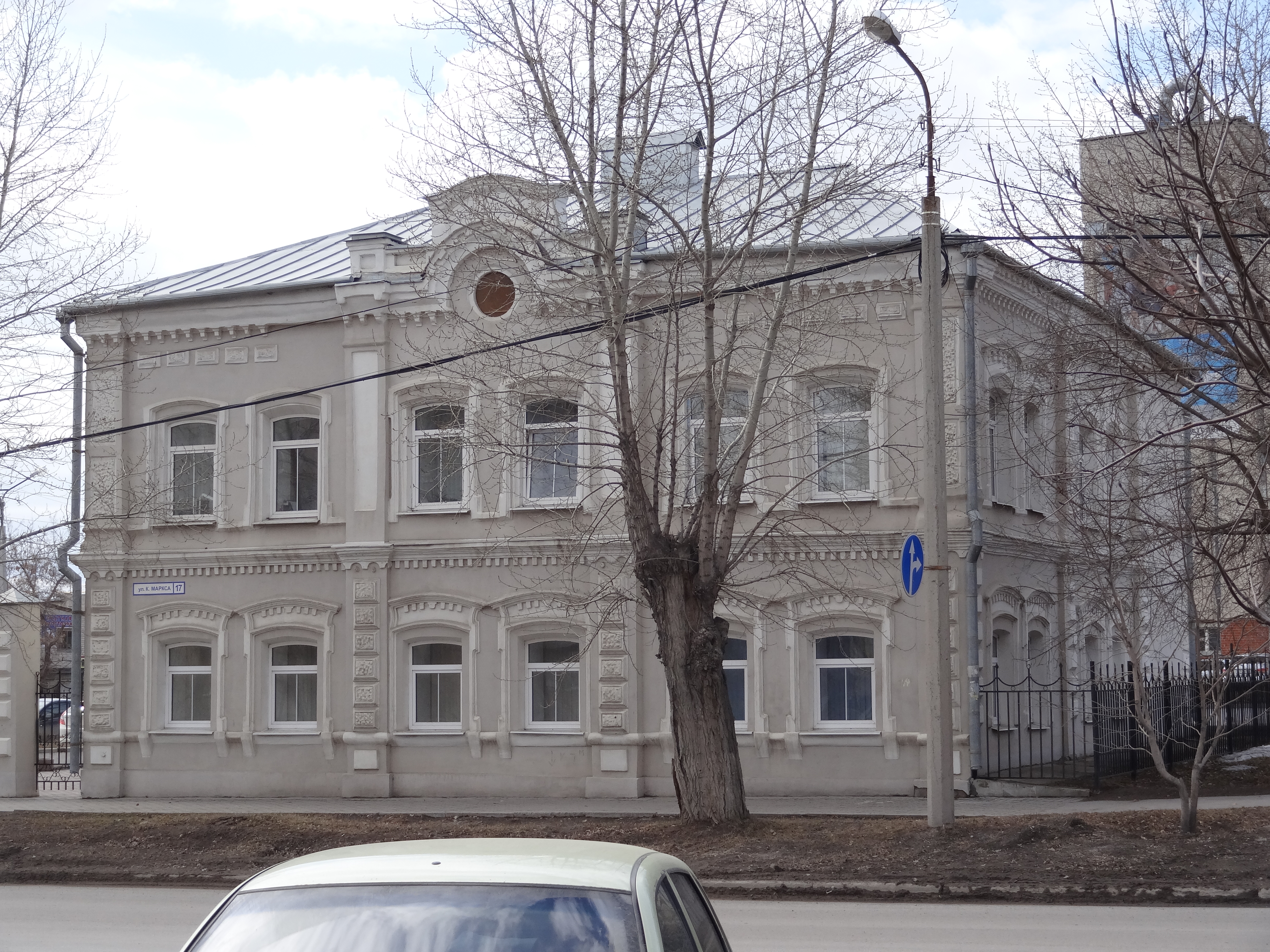
Здание казённого заводского училища   Каменск-Уральский